# 第55独立砲兵旅団 (ウクライナ陸軍)
第55独立砲兵旅団（だい55どくりつほうへいりょだん、ウクライナ語: 55-та окрема артилерійська бригада）は、ウクライナ陸軍の旅団。東部作戦管区隷下。

## 概要

### 第二次世界大戦
1942年12月30日、第二次世界大戦の影響に伴い、赤軍の第16突破砲兵師団としてロシア・ソビエト連邦社会主義共和国チェリャビンスク州で創設された。
1943年2月から独ソ戦に投入され、枢軸国に勝利し、赤旗勲章、2等ボグダン・フメリニツキー勲章、アレクサンドル・ネフスキー勲章、名誉称号「ブダペスト」を授与された。
1945年戦後、ウクライナ・ソビエト社会主義共和国ザポリージャ州に移駐し、部隊縮小に伴い、第52砲兵旅団に改編された。

### 冷戦
1973年、オデッサ軍管区隷下に配属され、部隊増強に伴い、第55砲兵師団に改編された。
1976年、第751対戦車砲連隊が新編された。

### ウクライナ陸軍
1991年12月、ソビエト連邦の崩壊とウクライナの独立で創設されたウクライナ陸軍に編入した。
1998年1月、部隊縮小に伴い、第2戦術砲兵群に改編された。
2005年10月、部隊増強に伴い、第55独立砲兵旅団に改編された。

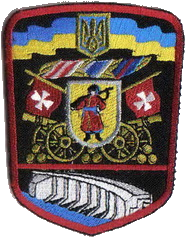
旧第55独立砲兵旅団章
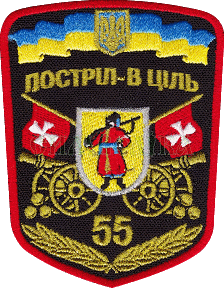
旧第55独立砲兵旅団章

### ドンバス戦争

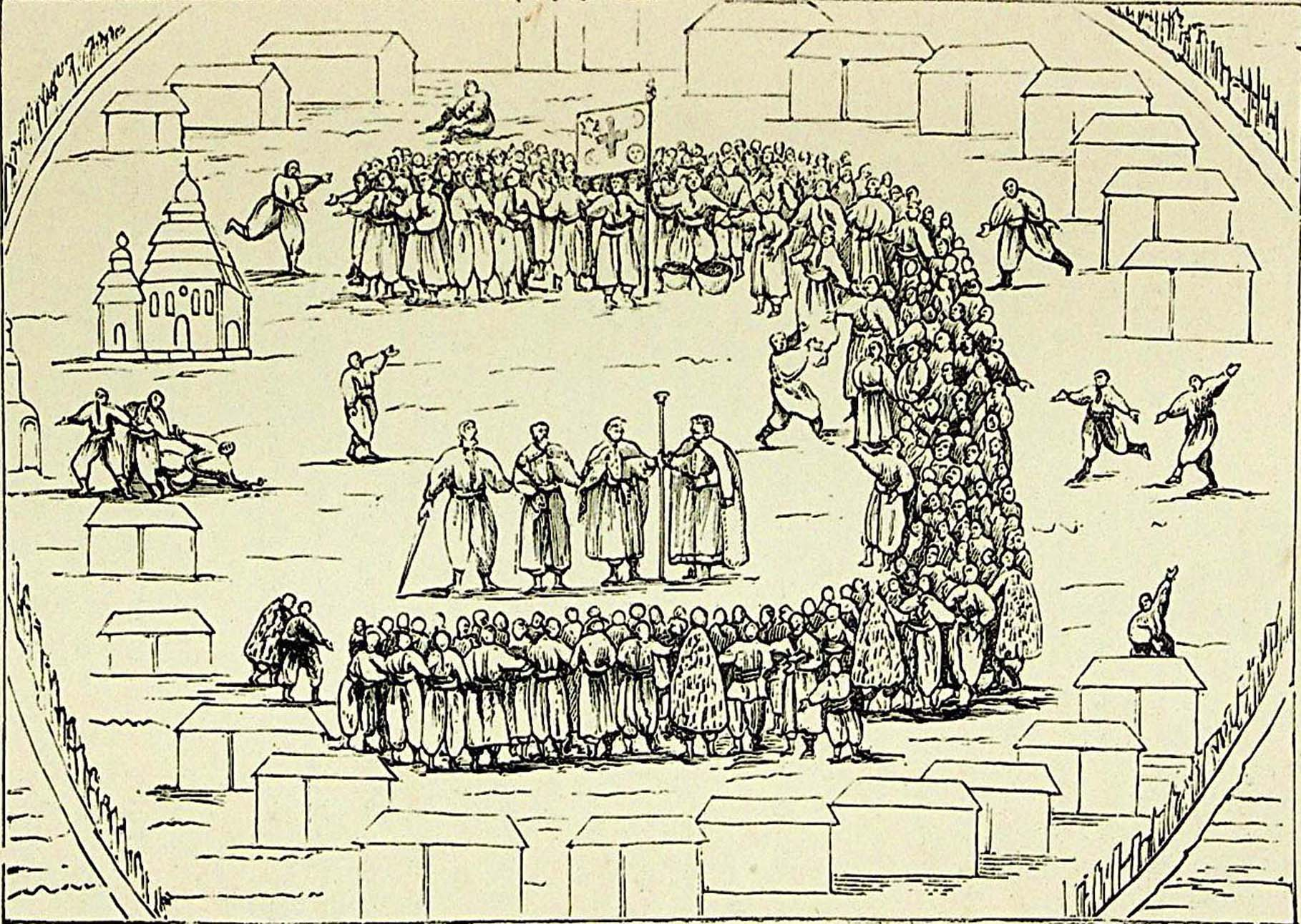
ザポリージャン・シーチ

2014年3月、軍縮の影響で実戦配備可能な部隊が当初2個中隊だけだったが、1個中隊がロシアのクリミア侵攻でクリミア自治共和国と接する南部ヘルソン州に配備された。4月から2個中隊がドンバス戦争で東部ドネツィク州に再配置されたが、8月にイロヴァイスクで包囲されて初の犠牲者となる戦死者4人の損害を受けた。
2014年8月から東部ドネツィク州デバルツェボに再配置され、10月に3個中隊がドネツィクに分遣されてドネツィク国際空港に展開した。モスピンでは団員のユーリー・スミルノフがドネツク人民共和国の捕虜となったが、彼の祖父がソビエト連邦英雄だと知るとドネツク人民共和国は40分間かけてロシア側につくように説得し、拒否するとソ連英雄への敬意の表れとしてそのまま解放されるという一幕もあった。
2014年11月、ウクライナ領土防衛大隊の第39領土防衛大隊（第39独立自動車化歩兵大隊に改称）が配属された。
2015年2月、ドネツク人民共和国の砲撃でミンスク2の停戦発表20分前に戦死者2人の損害を受けた。
2016年9月、第39独立自動車化歩兵大隊が警備大隊に改編された。
2018年8月22日、ペトロ・ポロシェンコ大統領から、名誉称号「ザポリージャン・シーチ」を授与された。
2020年10月、ウクライナ軍の砲兵選手権で牽引式部門と対戦車砲部門で大差をつけて優勝した。

### ロシアのウクライナ侵攻

#### 南部・ヘルソン-ザポリージャ戦線

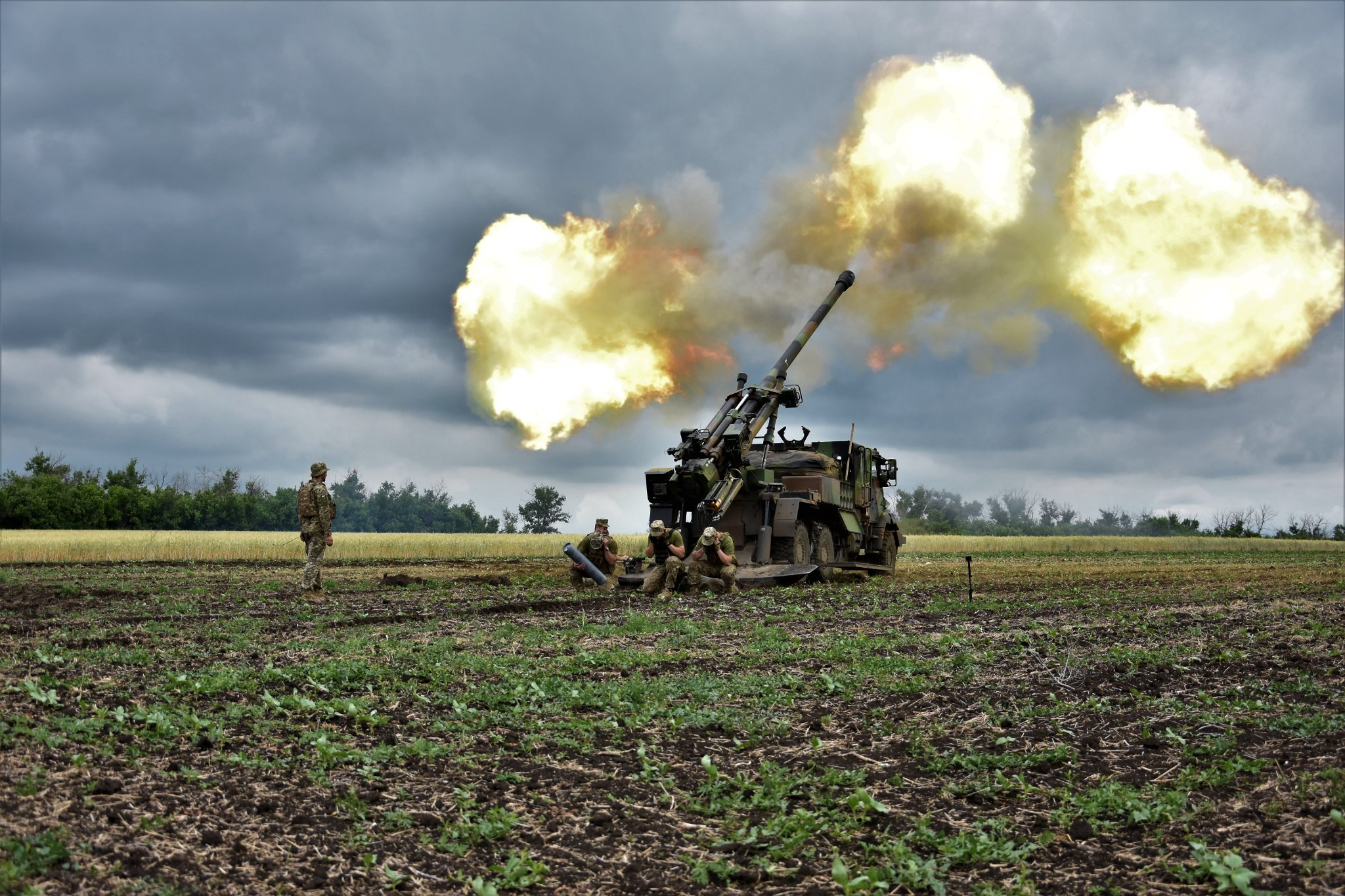
フランス供与のカエサル 155mm自走榴弾砲を運用する様子

2022年2月24日、ロシアのウクライナ侵攻では南部ヘルソン州、ザポリージャ州に配備され、友軍を火力支援し、ズミイヌイ島の作戦にも参加した。

#### 東部・マリウポリ戦線
2022年2月24日、1個榴弾砲大隊が東部ドネツィク州マリウポリ地区に配備され、マリウポリ守備隊を火力支援した。

#### 南部・ヘルソン戦線
2022年8月、南部ヘルソン州に再配置され、11月にヘルソンを解放してロシア軍はドニエプル川西岸から撤退した。

#### 東部・南ドネツク戦線
2023年1月、東部ドネツィク州ヴォルノヴァーハ地区に再配置され、ロシア軍をヴフレダールで撃退した。
2023年7月28日、ウォロディミル・ゼレンスキー大統領から、勇気と勇敢さに対する栄誉賞を授与された。

#### 東部・アウディーイウカ戦線
2023年10月、激戦地の東部ドネツィク州ポクロウシク地区に再配置され、アウディーイウカ方面に展開した。フランス供与のカエサル 155mm自走榴弾砲は射撃から撤収までが素早くロシア軍は3分以内に射撃陣地に反撃しないとカエサルを撃破できないため、序盤はキルゾーンでロシア軍第2親衛諸兵科連合軍に両軍の損害が極端に偏るほどの大損害を与えたが、長期戦になるとロシア軍の人海戦術とアメリカ合衆国の軍事支援停止で砲弾不足となり、強引にキルゾーンを突破されて2024年2月にアウディーイウカは陥落した。

## 編制
- 旅団司令部（ザポリージャ）
- 第1榴弾砲大隊
- 第2榴弾砲大隊
- 第3榴弾砲大隊
- 第4榴弾砲大隊
- 第5自走砲大隊
- 対戦車砲大隊
- 砲兵偵察大隊
- 第39警備大隊（ウクライナ語版、英語版）

- 工兵中隊
- 整備中隊
- 兵站中隊
- 通信中隊
- レーダー中隊
- NBC防護中隊
- 衛生中隊